# North Sea Jazz Festival

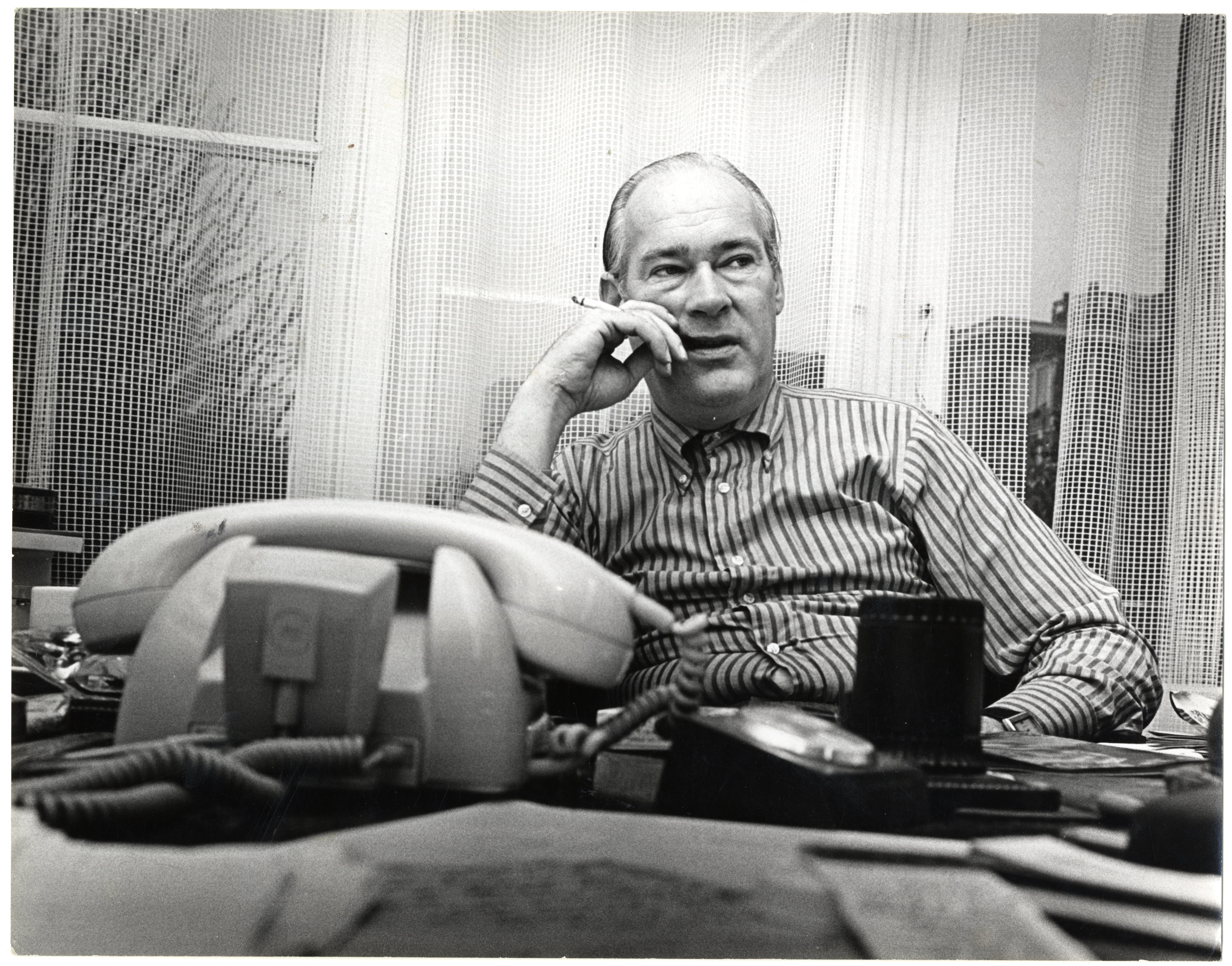
Paul Acket

A North Sea Jazz Festival (Északi-tengeri Dzsesszfesztivál) egy minden év július második hétvégéjén megrendezett dzsesszfesztivál, amelyet Hollandiában tartanak meg. Először a helyszíne Hága volt, de 2006 óta Rotterdamban tartják. Ennek az az egyszerű oka, hogy a korábbi helyszínt 2006-ban lebontották. 2017. november 3-tól a fesztivál neve North Sea Jazz Festival.

## Története
A háromnapos fesztivált Paul Acket üzletember és a dzsesszrajongó alapította, aki az 1960-as években vagyont szerzett pop-magazin kiadójával. Amikor Acket 1975-ben eladta cégét, elindította és szponzorálta is az Északi-tengeri Jazz Fesztivált.
Paul Acket az amerikai dzsesszzenét és az európai avantgárd dzsesszt akarta bemutatni.
1976-ban került sor a fesztivál első megrendezésére, ami azonnal óriási siker volt: a hat színpad, harminc óra zene és 300 előadás több mint 9000 látogatót vonzott. A fellépők között volt Count Basie, Miles Davis, Billy Eckstine, Stan Getz, Dizzy Gillespie, James Taylor, Benny Goodman és Sarah Vaughan.
1990-ben két (al)fesztivált vezettek be: a North Sea Jazz Heats-et − a hágai kocsmákban fellépők ingyenes fesztiválját, valamint az exkluzív Midsummer Jazz Gálát. Mindkettőre a fesztivál előtti estén kerül sor. A Midsummer Jazz Gálán fellépő zenészek közé tartozik Tony Bennett, Herbie Hancock és Oscar Peterson. Amy Winehouse 2004-ben, Adele pedig 2009-ben lépett fel a fesztiválon.
A fesztivál tizenöt színpadra, 1200 zenészre és napi 25 000 látogatóra nőtt. A fesztivál a New Orleans-i jazz, swing, fusion, blues, gospel, funk, soul és drum and bass koncerteket mutat be.
Az Edison Award és a Bird Awards díjakat a North Sea Jazz Festivalon adják át.
A fesztivált a világ legnagyobb beltéri dzsesszfesztiváljaként tartják számon.

## Fellépők
A North Sea Jazz Festivalon az idők folyamán – többek között – fellépett Al Jarreau, Alicia Keys, Andy Allo, Buddy Guy, Buddy Rich, Candy Dulfer, Rosie Gaines, Carlos Santana, Dianne Reeves, Eddie Palmieri, George Benson, George Duke, Gino Vannelli, Incognito, Kovacs, Larry Carlton, Macy Gray, Marcus Miller, Nippy Noya, Patti Austin, Patti LaBelle, Prince, a The New Power Generation, Wynton Marsalis.